# Capitole și versete ale Bibliei

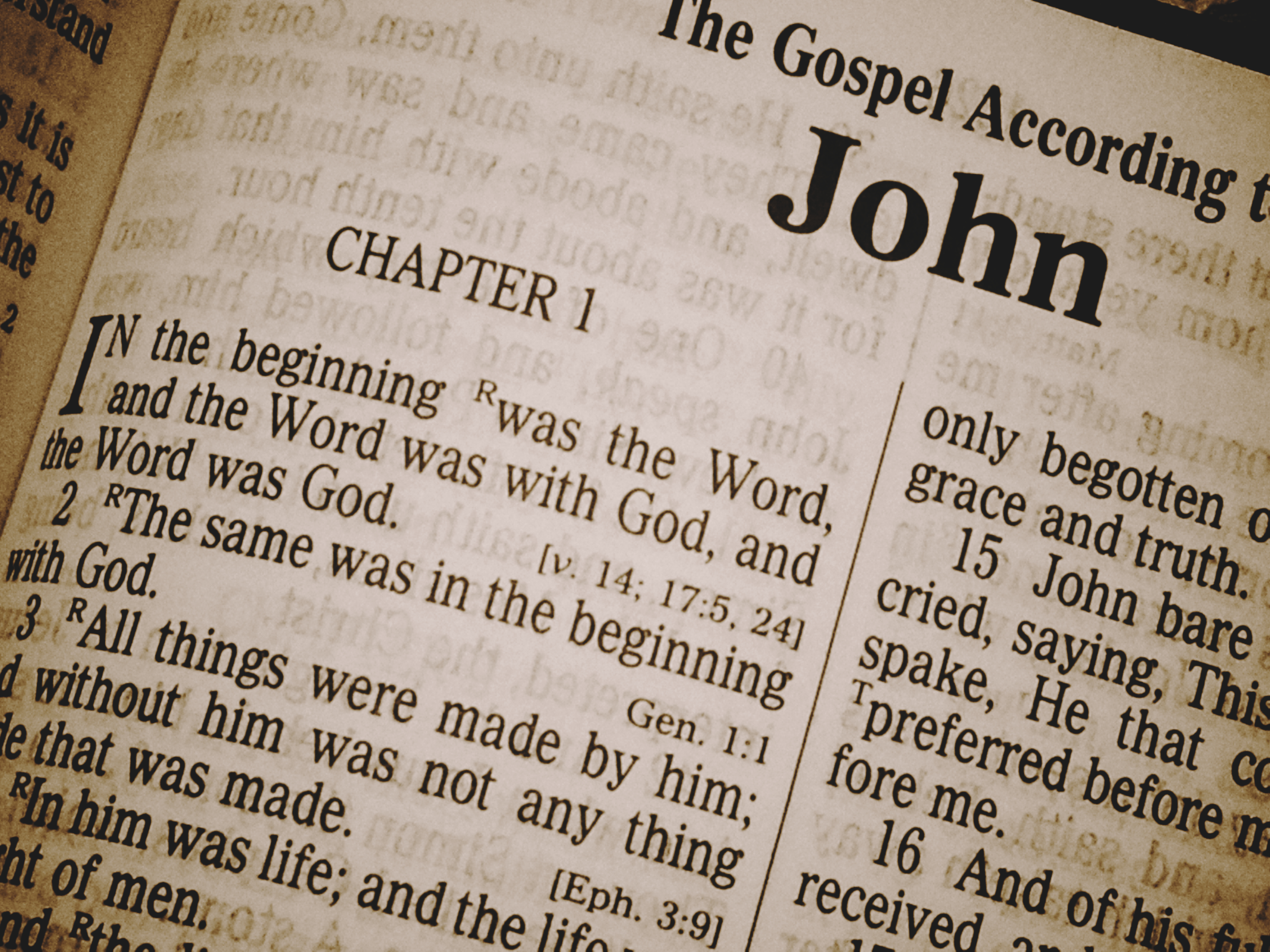

Împărțirile pe capitole și versete nu au existat în textele originale ale Bibliilor evreiești și creștine; astfel de diviziuni fac parte din paratextul Bibliei. De la începutul secolului al XIII-lea, cele mai multe copii și ediții ale Bibliei au avut toate cărțile canonice, cu excepția celor mai scurte, împărțite în capitole, în general de mărimea unei pagini. De la mijlocul secolului al XVI-lea, editorii au subdivizat în continuare fiecare capitol în versete – fiecare constând din câteva rânduri scurte sau dintr-una sau mai multe propoziții. În Versiunea King James (KJV) Estera 8:9 este cel mai lung verset  și Ioan 11:35 este cel mai scurt.  Uneori, o propoziție se întinde pe mai mult de un verset, ca în cazul Efeseni 2:8 – 9, iar uneori există mai mult de o propoziție într-un singur verset, ca în cazul Genezei 1:2.
Diviziunile evreiești ale textului ebraic diferă în diferite puncte de cele folosite de creștini. De exemplu, tradiția iudaică consideră atribuirea multor Psalmi ca versete independente sau ca părți ale versetelor ulterioare, în timp ce practica creștină consacrată tratează fiecare atribuire a Psalmilor ca fiind independentă și neenumerată, rezultând 116 mai multe versete în versiunile evreiești decât în textele creștine. Unele diviziuni de capitole apar și în locuri diferite, de exemplu, Bibliile ebraice au 1 Cronici 5:27–41  în timp ce traducerile creștine au 1 Cronici 6:1–15. 